# José Estruch Chafer
José Estruch Chafer (València, 2 de novembre de 1886 - 1930) fou un advocat, propietari agrari i polític valencià, diputat a les Corts Valencianes durant la restauració borbònica.
Es llicencià en dret i exercí com a registrador de la propietat a Cocentaina i Albaida. Membre del Partit Liberal, fou elegit diputat pel districte d'Albaida a les eleccions generals espanyoles de 1910. A les Corts defensà els interessos dels propietaris agraris i fou nomenat president de la Federació Agrària de Llevant. Va ser governador civil d'Osca, Girona i de les Illes Balears (1917).